# Manuel Álvarez Álvarez
Manuel Álvarez Álvarez (Gijón, Astúries, 1908 - Front de l'Ebre, 13 de novembre de 1938) va ser un militar i polític espanyol que va combatre en la Guerra civil espanyola. Entre els oficials i homes sota el seu comandament va ser conegut popularment com a "Manolín".

## Biografia
Gijonés de naixement, des de molt jove va ser militant del Partit Comunista d'Espanya (PCE). A l'octubre de 1934 va participar en la Revolució d'Astúries, encara que després del fracàs d'aquesta va marxar a la Unió Soviètica durant algun temps.
Després de l'esclat de la Guerra civil al juliol de 1936, va passar a combatre juntament amb les Forces republicanes a la franja cantàbrica que va romandre fidel a la República. El 6 d'agost de 1937 va passar a manar la nova 184a Brigada Mixta (antiga 10a Brigada asturiana), participant en les batalles de Santander, Astúries i El Mazucu. Després de l'enfonsament del Front Nord l'octubre de 1937, va aconseguir traslladar-se a la zona centro, ja amb el rang de Major de milícies. El juliol del 1938 va participar en les primeres operacions de la batalla de l'Ebre al capdavant de la 42a Divisió, que disposava de 3 brigades mixtes (59a, 226a, 227a). La 226a Brigada Mixta va tenir una destacada actuació a la zona nord de l'ofensiva republicana, aconseguint conquistar sense baixes l'elevació "Els Auts" i capturar una bateria d'artilleria al complet. Però poc després la brigada quedaria desfeta en la Borsa de Faió-Mequinensa. Després d'aquest fracàs, la divisió va ser reconstruïda a Ascó i va tornar a participar activament durant la resta de la batalla. El 13 de novembre el Major Álvarez va morir per un tret d'obús de l'artilleria enemiga a la rodalia d'Ascó i la Venta de Camposines.
Després de la seva mort va ser proposat per a la concessió de la Placa Laureada de Madrid a títol pòstum.